# Shonan Bellmare
Shonan Bellmare (jap. 湘南ベルマーレ Shōnan Berumāre) – japoński klub piłkarski grający w J1 League. Drużyna ma swój stadion w Hiratsuce, na zachodzie Prefektury Kanagawa; a ich stadion to Hiratsuka Athletics Stadium, również w Hiratsuce. Nazwa Bellmare wywodzi się z łacińskich słów bellus ("piękny") i mare ("morze").

## Miejsca
- 1993 – drużyna nie startowała
- 1994 – 5 (J1)
- 1995 – 11
- 1996 – 11
- 1997 – 8
- 1998 – 11
- 1999 – 16
- 2000 – 8 (J2)
- 2001 – 8
- 2002 – 5
- 2003 – 10
- 2004 – 10
- 2005 – 7
- 2006 – 9
- 2007 – na razie: 7

## Tytuły
- J2 League: (2): 2014, 2017
- Puchar Cesarza (3): 1977, 1979, 1994
- Azjatycki puchar zdobywców pucharów (1): 1995/1996